# Mitsubishi G3M

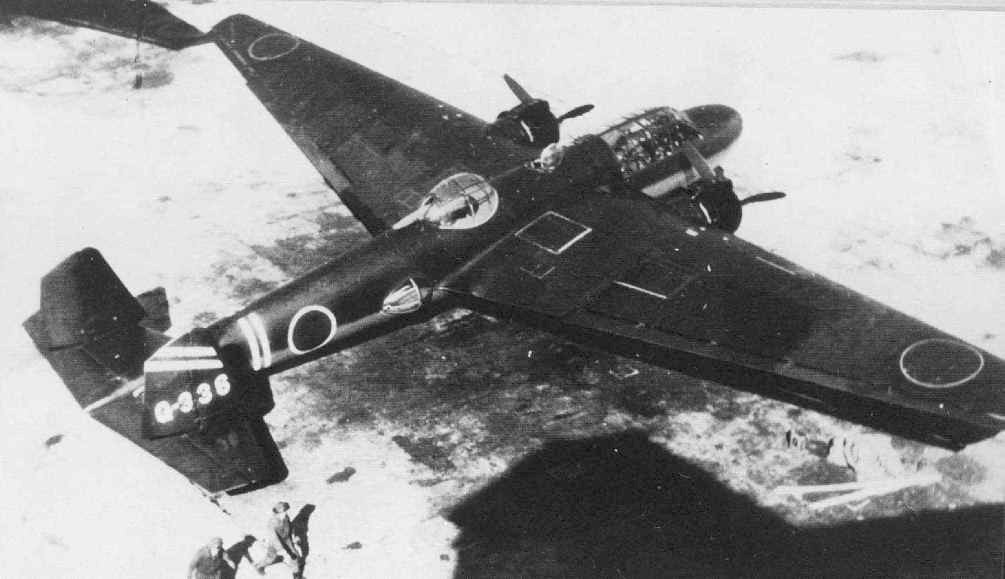
Mitsubishi G3M Nell

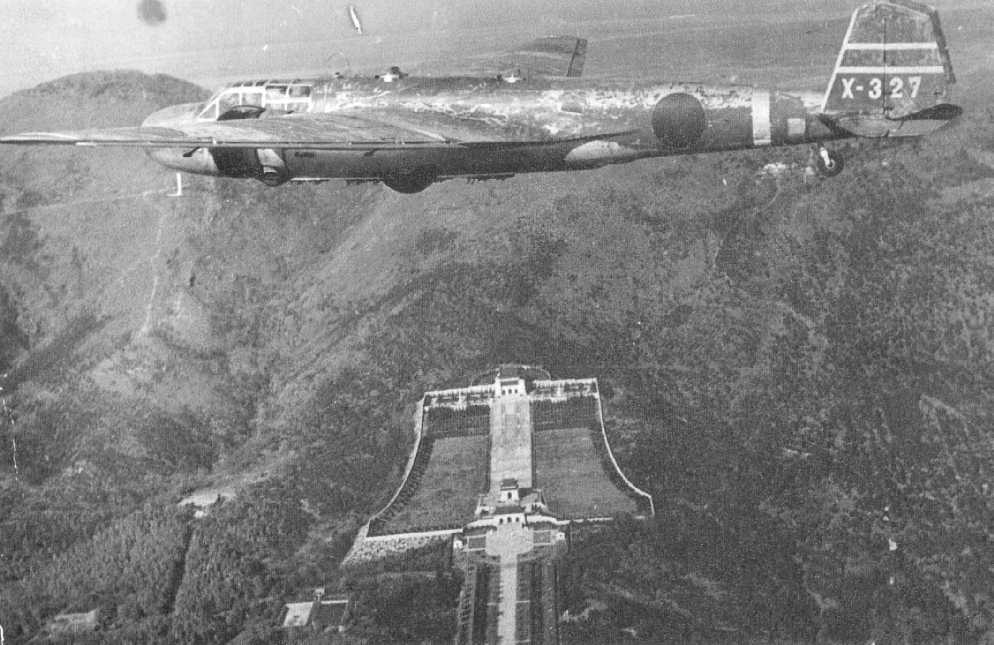
Mitsubishi G3M Nell

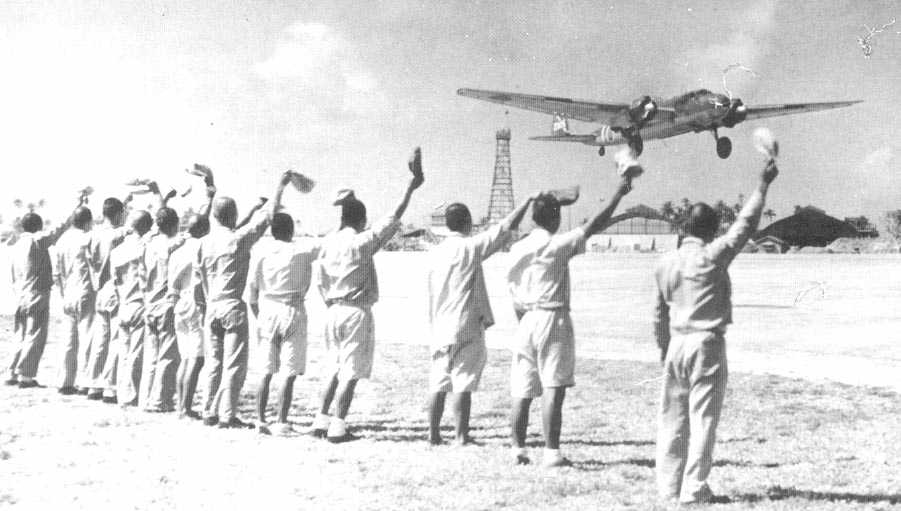
Mitsubishi G3M-28 Nell beim Start

Die Mitsubishi G3M Rikko (jap. 九六式陸上攻撃機, dt. „landgestütztes Angriffsflugzeug Typ 96“, 96 nach dem Beginn der Serienproduktion im Jahr Kōki 2596, das entspricht dem Jahr 1936 unserer Zeitrechnung), war ein japanischer Bomber und Torpedobomber aus dem Zweiten Weltkrieg, der auch zuvor bzw. gleichzeitig im Chinesisch-Japanischen Krieg eingesetzt wurde. Der alliierte Codename dieser Maschinen lautete Nell bzw. Tina, letzterer für die Transportversion.

## Geschichte
In den 1930er-Jahren entwickelte Mitsubishi das erfolgreiche Ka-9-Aufklärungsflugzeug. Dem folgte der Bomber/Transporter Ka-15, der das Ausgangsmodell für die G3M bildete.
Das von Mitsubishi Jukogyo K.K. gebaute Flugzeug war der erste schwere Bomber, der von der Kaiserlich Japanischen Marine für die Marineluftwaffe in Auftrag gegeben wurde. Nach den Plänen von Mitsubishi sollte die Maschine eigentlich mit vier Motoren ausgestattet werden, aber die Marine entschied sich für eine zweimotorige Version.
Der Prototyp flog im Juli 1935 zum ersten Mal. Die ersten Tests zeigten, dass Mitsubishi ein ausgezeichnetes Flugzeug mit einer exzellenten Reichweite entwickelt hatte. Im Juni 1936 begann die Serienproduktion unter der Bezeichnung G3M1. Diese erste Version wurde von zwei Sternmotoren Mitsubishi Kinsei 3 angetrieben, führte eine Besatzung von fünf Mann und hatte eine Abwehrbewaffnung von drei 7,7-mm-Maschinengewehren (zwei auf dem Rumpfrücken und eines im Bauch). Die Höchstgeschwindigkeit lag bei 348 km/h (188 Knoten) und die Reichweite bei 4075 km. Die G3M wurde auch dazu entwickelt, einen 800-kg-Torpedo für Angriffe auf Schiffe mitzuführen. Nur 34 Exemplare dieser ersten Version wurden produziert.
1937 wurden die verbesserten Kinsei-41-Sternmotoren mit 1075 PS verfügbar, resultierend in der Einführung der G3M2 Modell 21. Diese modifizierte Variante besaß dank ihrer vergrößerten Treibstofftanks eine noch größere Reichweite von 4400 km. Ihren ersten Einsatz hatten die neuen Flugzeuge am 14. August 1937 während der Schlacht um Shanghai, als eine von Taipeh aus gestartete Gruppe von 18 G3M2s Ziele in der Nähe des mehr als 2000 km entfernten Shanghai angriff – der erste transozeanische Luftangriff der Geschichte. Am 15. August 1937 trafen acht chinesische Boeing P-26 bei Nanjing auf sechs uneskortierte G3M2 und schossen die japanischen Bomber nach eigenen Angaben ohne eigene Verluste ab.
Der G3M2 Modell 21 folgte 1939 die G3M2 Modell 22 mit verbesserter Abwehrbewaffnung (eine 20-mm-Kanone in einem großen Rückenturm und vier 7,7-mm-MGs). Die Mannschaft wurde von fünf auf sieben Mann erhöht.
Nachdem 1940 bei Mitsubishi der verbesserte Nachfolger Mitsubishi G4M (Betty) in Produktion gegangen war, wurde die Produktion der G3M2 bei Nakajima fortgesetzt. Dort entwickelte man 1941 noch die Version G3M3 Modell 23 mit verbesserten Kinsei-51-Motoren mit je 1.300 PS und einer nochmals gesteigerten Reichweite von 6230 km.
Die G3M, unterstützt von einigen der neuen G4M, hatten ihren größten Erfolg, als sie am 10. Dezember 1941, drei Tage nach dem Angriff auf Pearl Harbor, in den Gewässern von Malaya das Schlachtschiff Prince of Wales und den Schlachtkreuzer Repulse der britischen Force Z mit panzerbrechenden Bomben und Torpedos versenkten. Die Prince of Wales und die Repulse waren die ersten Schlachtschiffe, die ausschließlich durch einen Luftangriff auf offener See versenkt wurden.
Insgesamt wurden bis 1943 1048 G3Ms gebaut (636 von Mitsubishi und 412 von Nakajima). Mehrere davon wurden zu Transportflugzeugen umgebaut.
Die G3M blieb den ganzen Krieg über im Betrieb, obwohl 1943 die meisten nur noch als Reserve verwendet wurden.

## Technische Daten

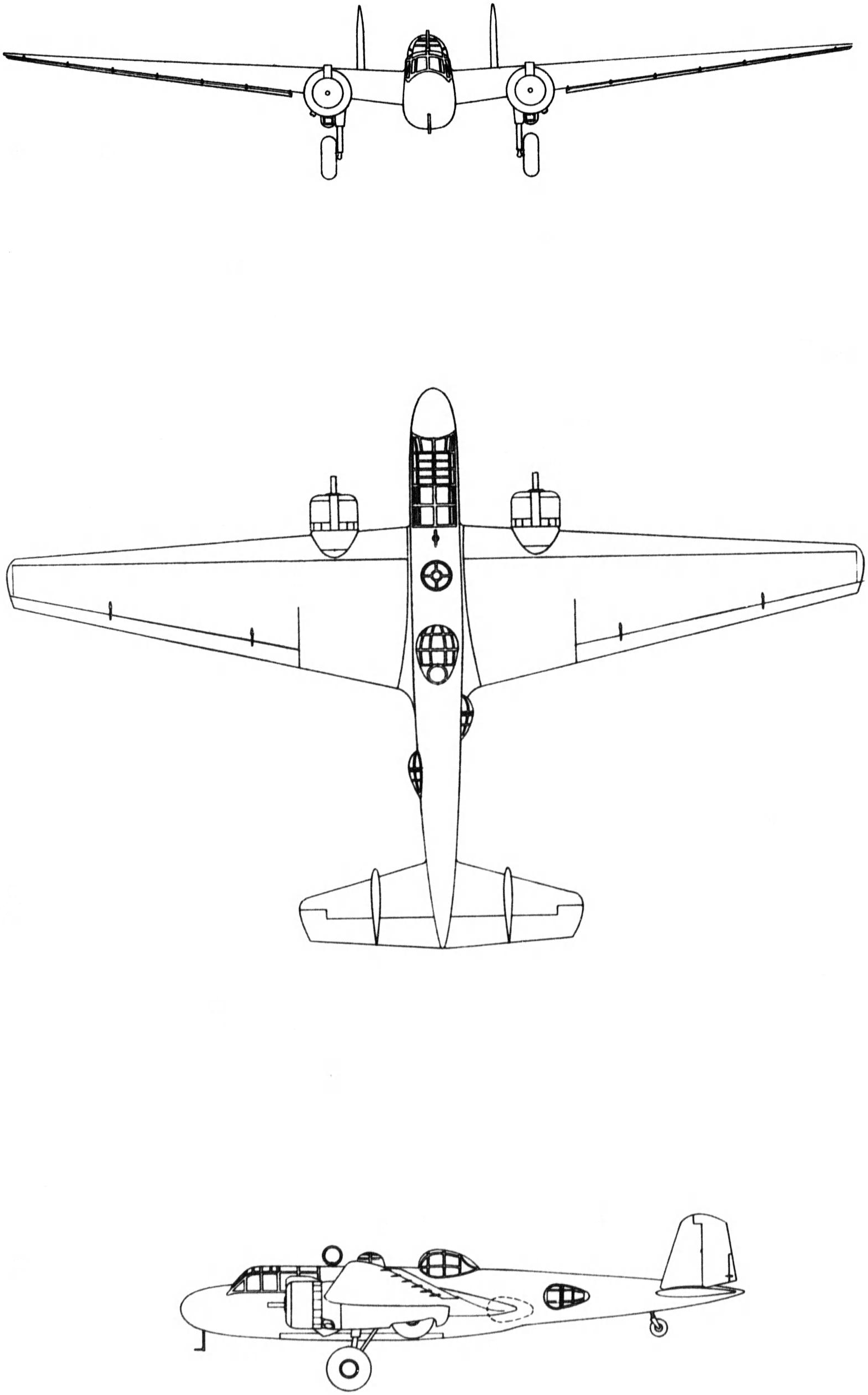
Dreiseitenriss G3M

| Kenngröße                             | Daten (G3M3 Modell 23)                                                 |
| ------------------------------------- | ---------------------------------------------------------------------- |
| Besatzung                             | 7                                                                      |
| Länge                                 | 16,45 m                                                                |
| Spannweite                            | 25,00 m                                                                |
| Höhe                                  | 3,69 m                                                                 |
| Flügelfläche                          | 84,30 m²                                                               |
| Flügelstreckung                       | 7,4                                                                    |
| Leermasse                             | 5.240 kg                                                               |
| Startmasse                            | 8.000 kg                                                               |
| Triebwerk                             | zwei Mitsubishi Kinsei 51 mit je 956 kW (1.300 PS)                     |
| Höchstgeschwindigkeit in 5.900 m Höhe | 400 km/h, voll beladen ca. 330 km/h                                    |
| Gipfelhöhe                            | 10.280 m                                                               |
| Reichweite                            | 6.230 km                                                               |
| Bewaffnung                            | eine 20-mm-Kanone vier 7,7-mm-MG ein 800-kg-Torpedo oder 800 kg Bomben |